# 杰克辣条虐猫事件
杰克辣条虐猫事件是指2023年4月视频平台哔哩哔哩上的美食博主“杰克辣条”偷窃家猫、拍摄并传播虐猫视频的事件。

## 经过
2023年4月27日，安徽省阜南縣公安局通報有民眾稱自家饲养的奶牛猫被偷，追查到偷貓者即为杰克辣条，警方还发现其在家附近小樹林中虐猫，将猫綁在樹上，对其毆打、剪爪，用火烧死，手法极为血腥残忍。其于4月27日凌晨被送到阜南县城北派出所进行治安拘留。随后，其在新浪微博上公开道歉。
此事导致杰克辣条的哔哩哔哩等平台账号被永久封禁，其“阜南好人”特别荣誉称号亦因此事被撤销。
事后，中国互联网流传大量Telegram虐猫群组截图，名称为“杰克辣条”的用户是一个虐猫群组的管理员。群组中的虐杀手段也极为血腥残忍，包括把活猫放进榨汁机搅拌、活剥猫皮及把怀孕的母猫开膛破肚取出幼崽逼迫母猫食用等残忍行为。群组中还有用户声称交易硫酸等危险物品。
演员张馨予在新浪微博上对此事发声反对虐待动物，遭到虐猫爱好者组织的人肉搜索，引起公愤。
2023年10月，杰克辣条在微博上又声称虐猫事件并非其所做，道歉信为他人所发，其只转发了相关虐猫视频，并称自己也是热爱动物的人士，引发网民质疑。
事件後，中国流浪动物救助平台“握爪”社区超过十万用户呼吁国家通过法律手段阻止其虐待动物之行为。